# Интероцепция

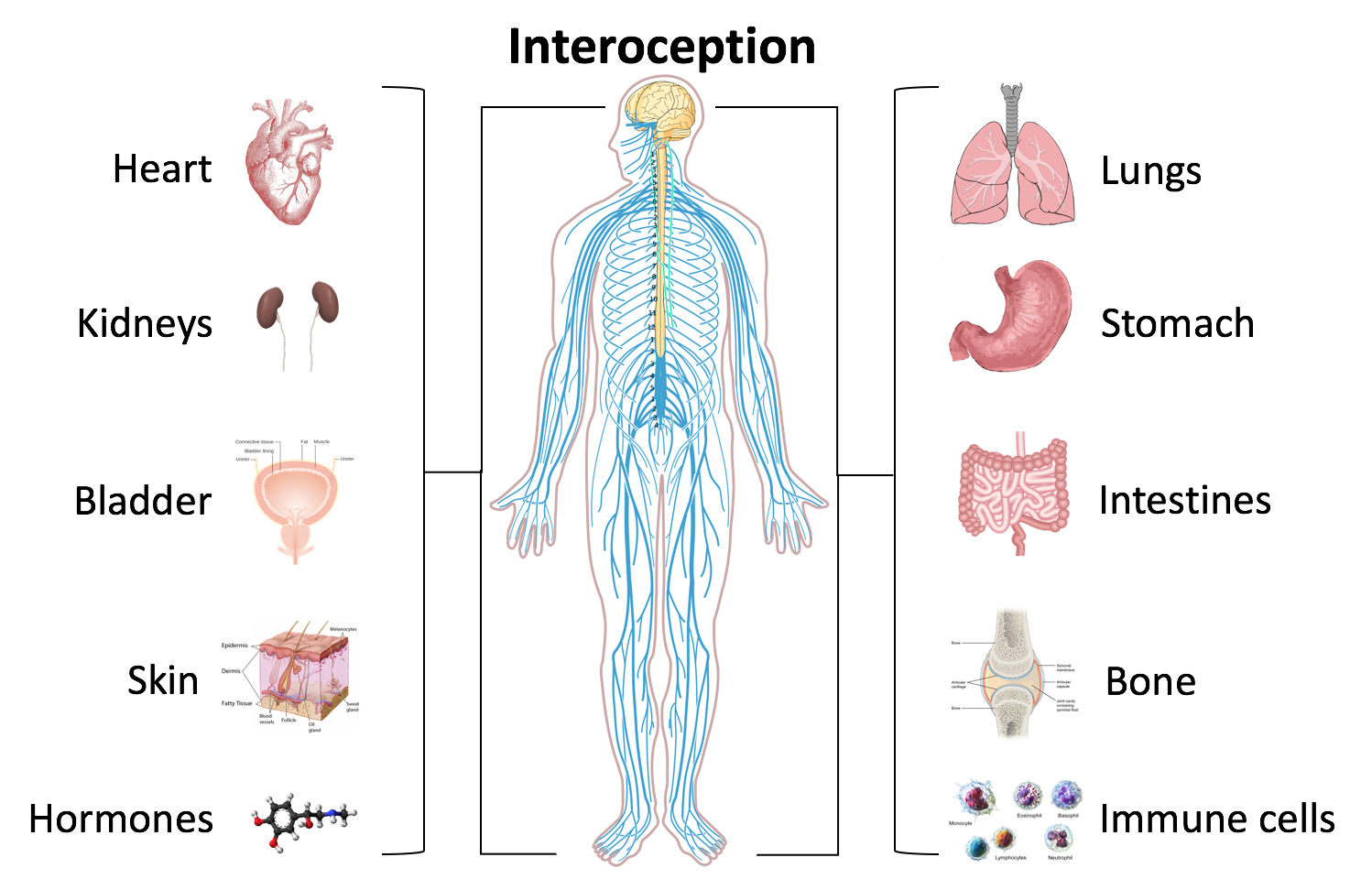
Интероцепция и тело

Интероцепция — процесс информационных взаимодействий с участием интероцепторов (расположенных во внутренних органах рецепторов) и центральной нервной системы. Основателем этого направления физиологии часто считают В. Н. Черниговского.

## Сигнализация от внутренних органов
Вопросы, касающиеся изучения висцеральной сигнализации можно классифицировать следующим образом: 1) из каких внутренних органов исходит афферентация, 2) какую роль играет такая афферентация в регуляции рассматриваемого органа, 3) эмоциональную или познавательную сферы затрагивает изучаемая афферентация, 4) осознается ли такая афферентация, 5) влияет ли это на поведение, 6) как обнаруженные факты распределены между интероцепцией и деятельностью центральной нервной системы. Первые два вопроса связаны с физиологией органов, третий-пятый — с изучением сознания и поведения, последний — с ролью центральной нервной системы в посредничестве этих функций и процессов

### Сердце
Описаны многочисленные рефлексы, запускаемые сигналами от рецепторов сердца. Существуют надежные эмпирические данные, указывающие на связь явных ощущений от сердца с чувством страха, с развитием аффективных нарушений и других измененных состояний. Различные экспериментально полученные сведения демонстрируют наличие и сильную вовлеченность осознаваемой и неосознаваемой сигнализации от сердца в психические процессы.

### Печень
В. Н. Черниговский полагал, что сигналы от печени (неощущаемые человеком в обычных условиях) могут быть связаны с развитием «ипохондрии».